# Patten CDP (Maine)
Patten es un lugar designado por el censo ubicado en el condado de Aroostook en el estado estadounidense de Maine. En el Censo de 2020 tenía una población de 539 habitantes y una densidad poblacional de 104,66 habitantes por km². Fue incluido como CDP en el censo de 2020. 

## Geografía
Patten se encuentra ubicado en las coordenadas 45°59′47″N 68°26′49″O / 45.99639, -68.44694. Según la Oficina del Censo de los Estados Unidos,  tiene una superficie total de 5,15 km², todos correspondientes a tierra firme.